# Montes de Toledo (aceite)
Montes de Toledo es una denominación de origen protegida para los aceites de oliva vírgenes extra que, reuniendo las características definidas en su reglamento, hayan cumplido con todos los requisitos exigidos en el mismo.

## Zona de producción
La zona de producción de los aceites de oliva amparados por la Denominación de Origen Montes de Toledo está constituida por la zona sudoeste de la provincia de Toledo y la zona noroeste de la provincia de Ciudad Real, abarcando 103 municipios, donde se sitúan los Montes de Toledo.

## Variedades aptas
La elaboración de los aceites protegidos por la Denominación de Origen Montes de Toledo se realiza con aceitunas procedentes exclusivamente de la variedad cornicabra.